# Michel Hülsemann
Michel Wilhelm Hülsemann (Pfaffenthal, 3 november 1885 – Zwitserland, 9 oktober 1955) was een Luxemburgs muzikant en componist.

## Leven en werk
Michel Hülsemann was een zoon van Michel Hülsemann, convoyeur d'octroi, en Maria Scheeck. Hij bracht zijn middelbareschooltijd door op het gymnasium van Echternach en het Athénée grand-ducal in de hoofdstad. Hij studeerde aan de Musikhochschule in Keulen in piano, orgel, zang en muziekgeschiedenis. Hij studeerde af als piano- en zangleraar en werd assistent-docent in het nieuwe conservatorium van de stad Luxemburg. Vanaf 1908 was hij zangleraar in het lager onderwijs en gaf daarnaast privélessen in orgel en piano. Van 1910 tot 1914 was hij hoforganist bij de prinses van Arenberg op het kasteel van Meysembourg en aansluitend hoforganist van de groothertogelijke familie. 
In 1914 trouwde hij met Cécile Marie Antonie (Antoinette) Schon, die een niet onverdienstelijke landschapsschilder was. Uit hun huwelijk werden drie kinderen geboren, onder wie de schilder Félix Hülsemann. Vanaf 1914 tot 1921 gaf Hülsemann opnieuw les aan het Luxemburgs conservatorium. Vanaf 1919 gaf hij daarnaast minstens vijftien jaar zangles aan de normaalschool voor leraren. In 1920 nam Hülsemann de muziekwinkel van Stomps over en werd hij ook muziekuitgever. Het bedrijf bleef tot in de jaren 1960 actief. In 1929 werd Hülsemann organist in de parochiekerk van Limpertsberg. In 1934 richtte hij een kinderkoor, een mannenkoor en een lerarenzangvereniging ('Société Chorale des Instituteurs Luxembourgeois') op, waarover hijzelf de leiding had. Hülsemann was daarnaast dirigent van een aantal andere koren en schreef zelf muziek.
In de Tweede Wereldoorlog werd Hülsemann vanwege zijn patriottische houding opgepakt en gevangen gezet in concentratiekamp Natzweiler-Struthof. Na de oorlog gaf hij muziekles aan het atheneum in de hoofdstad. Hij nam het het schoolkoor een langspeelplaat op. In 1953 ging Hülsemann met pensioen. Hij overleed twee jaar later, kort voor zijn 70e verjaardag, in Zwitserland en werd begraven op de Cimetière Notre-Dame in Limpertsberg. In Pfaffenthal werd een straat naar hem vernoemd.

## Onderscheidingen
- 1950 - Ridder in de Orde van de Eikenkroon[6]